# خالد العظم
خالد العظم (به عربی: خالد العظم) (متولد ۱۹۰۳ در شهر دمشق سوریه – متوفی ۱۸ نوامبر ۱۹۶۵)

## دوران نخست وزیر
تصدی نخست‌وزیری سوریه را برعهده داشت.
- ۴ آوریل ۱۹۴۱ - ۲۱ سپتامبر ۱۹۴۱
- ۱۶ دسامبر - ۲۹ دسامبر ۱۹۴۶
- ۱۶ دسامبر ۱۹۴۸ - ۳۰ مارس ۱۹۴۹
- ۲۷ دسامبر ۱۹۴۹ - ۴ ژوئن ۱۹۵۰
- ۲۷ مارس - ۹ آگوست ۱۹۵۱
- ۱۷ سپتامبر ۱۹۶۲ - ۹ مارس ۱۹۶۳